# Carlos de Cárdenas Culmell
Carlos Teodor de Cárdenas Culmell (* 2. Januar 1904 in Havanna; † 2. Januar 1904 in Miami, Vereinigte Staaten) war ein kubanischer Segler.

## Erfolge
Carlos de Cárdenas Culmell nahm dreimal an Olympischen Spielen teil. Bei den Olympischen Spielen 1948 in London gewann er im Starboot mit seinem Sohn Carlos de Cárdenas Plá die Silbermedaille. Sie erzielten 4849 Punkte und schlossen die Konkurrenz hinter dem Vater-Sohn-Duo Hilary und Paul Smart aus den Vereinigten Staaten und vor den Niederländern Bob Maas und Edward Stutterheim auf dem zweiten Rang ab. 1952 in Helsinki verpassten die beiden dagegen als Vierte knapp einen weiteren Medaillengewinn. Vier Jahre darauf trat Carlos de Cárdenas die Regatta in Melbourne im Starboot mit seinem jüngeren Sohn Jorge an, mit dem er den sechsten Platz belegte.
1954 in Cascais und 1955 in Havanna wurde Carlos de Cárdenas Culmell zusammen mit seinem Sohn Carlos de Cárdenas Plá jeweils im Starboot Weltmeister. Bereits 1943 gewann er in der Great South Bay in New York bei der Weltmeisterschaft im Starboot die Bronzemedaille.